# 外宮参道

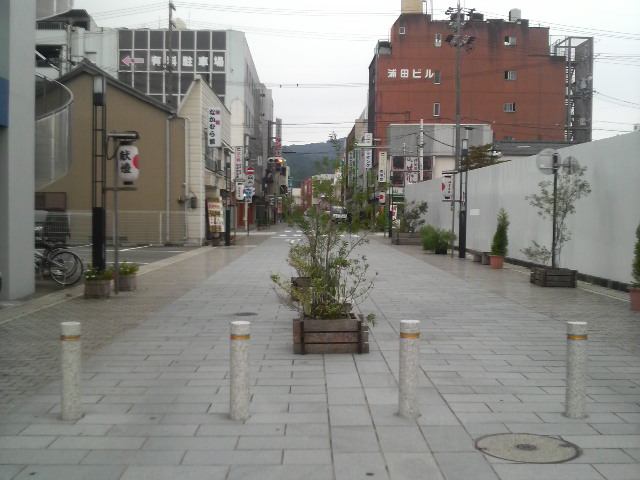
上の画像と同地点（2008年10月3日撮影）

外宮参道（げくうさんどう）は、三重県伊勢市を通り、伊勢市駅と伊勢神宮豊受大神宮（外宮）を結ぶ道路。沿道は商店街（外宮参道発展会）になっている。
2017年3月に伊勢市へ移管されるまでは主要地方道であり、三重県道21号伊勢市停車場線（みえけんどう21ごう いせしていしゃじょうせん）と称していた。伊勢市への移管後の正式名称は伊勢市道外宮参道線（いせしどうげくうさんどうせん）である。

## 概要

### 県道時代の路線データ
2016年（平成28年）4月1日時点。
- 起点：伊勢市停車場[4][7]（三重県伊勢市本町字片町186番3地先[4]、伊勢市駅前交差点＝伊勢市駅南口）
- 終点：三重県伊勢市[4][7]（三重県伊勢市本町121番11地先[4]、外宮前交差点）
- 総延長：390.7m[4]
  - 実延長：390.7m[4]

## 路線状況

### 利用状況
自動車類交通量
| 地点       | 平日12時間        | 平日24時間        |
| 地点       | 2005年度⇒2015年度 | 2005年度⇒2015年度 |
| 伊勢市本町 | 878台⇒ 483台      | 1,071台⇒ 580台    |

## 地理

### 通過する自治体
- 三重県
  - 伊勢市

### 接続する主な道路
- 三重県道201号宇治山田港伊勢市停車場線：起点（伊勢市駅前交差点）
- 三重県道22号伊勢南島線・三重県道37号鳥羽松阪線（御幸道路、重複区間）：伊勢市本町
- 三重県道32号伊勢磯部線：終点（外宮前交差点）

### 周辺

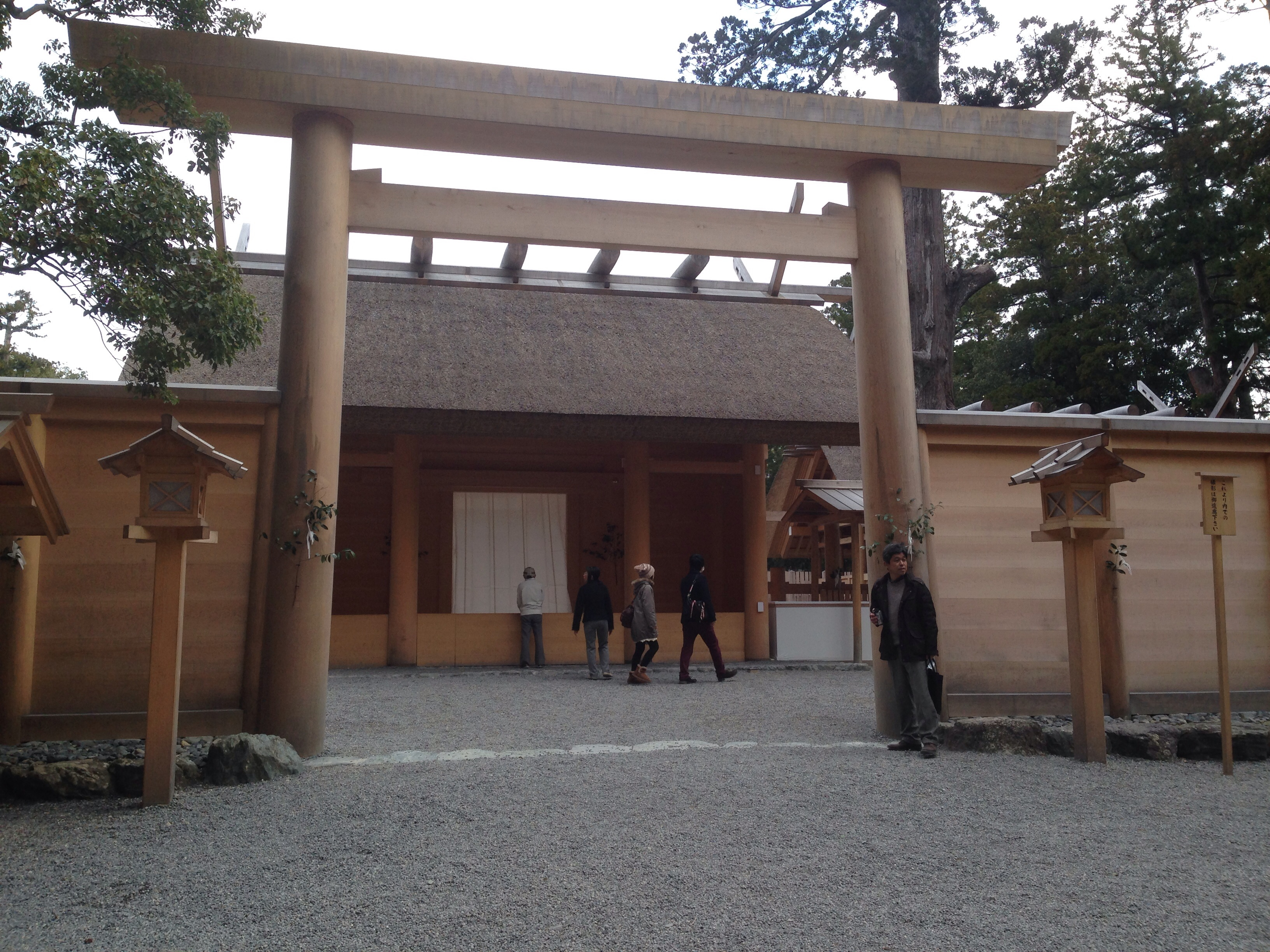
外宮

沿道には、参宮客向けの飲食店や土産物店が軒を連ねる。有料で手荷物預かりサービスを実施している店舗もある。参道北部（伊勢市駅前）には、旅館・伊勢神泉の直営する土産物店や和食料理店、カフェなどが複数店舗出店する。
- JR参宮線・近鉄山田線 伊勢市駅
- 伊勢神泉
- 明治安田生命保険伊勢営業所
- 伊勢菊一
- 三重近鉄タクシー伊勢営業所
- 山田館
- 山村乳業山村みるくがっこう
- 伊勢せきや本店
- 豚捨外宮前店
- 伊勢外宮前郵便局
- 赤福外宮前特設店
- 伊勢市観光協会本部
- 伊勢神宮豊受大神宮（外宮）

## 歴史
1899年（明治32年）、山田駅（現：伊勢市駅）前から外宮までの新道が開通した。沿道には旅館が立ち並び、「日本三大旅館街」の1つとされた。しかし1945年（昭和20年）の宇治山田空襲によって多くの旅館が焼失、復興が遅れ、宿泊地としての性格を失った。1955年（昭和30年）3月8日に「三重県道24号山田停車場線」として路線認定を受け、起点を「山田停車場」、終点を「宇治山田市豊川町」として制定された。1972年（昭和47年）3月31日、「三重県道24号伊勢市停車場線」に改称された。このとき、起終点は変更されなかった。
1983年（昭和58年）になると、電線地中化と植樹帯の設置が行われ、「コミュニティ道路神宮参道」の愛称が付けられ、2006年（平成18年）に石畳舗装に変更し、愛称が「外宮参道」となった。2007年（平成19年）3月30日、「三重県道21号伊勢市停車場線」に改称し、起点を「伊勢市停車場」、終点を「伊勢市」に変更した。
2017年（平成29年）2月13日に、伊勢市産業建設委員協議会の場で外宮参道と外宮前広場を一体的に市が所管することで、イベント開催や交通規制などが行いやすくなるとして三重県から伊勢市に移管することが発表された。そして同年3月31日に三重県道21号伊勢市停車場線が廃止され、伊勢市へ移管した。伊勢市道への移行後の名称は「市道外宮参道線」となった。

## 神宮参道から外宮参道へ
1993年（平成5年）の神宮式年遷宮、1994年（平成6年）の世界祝祭博覧会開催と志摩スペイン村開業を経た1995年（平成7年）以降、外宮の参拝者数は減少し、観光客は内宮前に集約され、外宮前は衰退した。こうした中、商店主らは外宮前で店を営むにもかかわらず、外宮に関する知識・理解が不足していることに気付き、2003年（平成15年）より商店主らは外宮に関する学習会を開始しておもてなし体制を整えようとした。2006年（平成18年）に「神宮参道」は「外宮参道」に愛称を変更した。2009年（平成21年）からは伊勢商工会議所が主体となって外宮の参拝を呼び掛ける活動を開始した。2011年（平成23年）には後継者がなかったために閉鎖することとなった刃物店・菊一文字本店を交流拠点「伊勢菊一」として再生し、2012年（平成24年）に外宮前の活性化を兼ねて「せんぐう館」が開設されると、外宮参道発展会では商店街を参道へと変えるべく活動を開始した。市民の間にも外宮前の活性化の意識が芽生え、外宮参道には宿泊施設や飲食店が相次いで進出、2014年（平成26年）までの過去3年のうちに7店が撤退した一方で約30店もの新規出店があった。女性や若者を中心として人通りが急増し、2013年（平成25年）の式年遷宮の翌年も賑いが継続している。